# Ферраццано
Ферраццано (італ. Ferrazzano) — муніципалітет в Італії, у регіоні Молізе,  провінція Кампобассо.
Ферраццано розташоване на відстані близько 190 км на схід від Рима, 4 км на південь від Кампобассо.
Населення — 3315 осіб (2014).

## Демографія
Населення за роками:

Станом на 1 січня 2023 року в муніципалітеті офіційно проживало 108 іноземців з 29 країн, серед них 17 громадян країн Євросоюзу та 5 громадян України.

## Сусідні муніципалітети
- Кампобассо
- Камподіп'єтра
- Джильдоне
- Мірабелло-Саннітіко